# Duszko Błagowestow
Duszko Błagowestow (ur. 7 sierpnia 1996) − bułgarski bokser kategorii koguciej, brązowy medalista mistrzostw świata oraz wicemistrz młodzieżowych igrzysk olimpijskich z 2014 roku.

## Kariera amatorska
W kwietniu 2014 zdobył brązowy medal na mistrzostwach świata w Sofii. W półfinałowej walce na młodzieżowych mistrzostwach przegrał nieznacznie na punkty z reprezentantem Kuby Javierem Ibáñezem. W sierpniu 2014 zdobył srebrny medal na młodzieżowych igrzyskach olimpijskich. W finale przegrał wyraźnie na punkty z reprezentantem Kuby Javierem Ibáñezem.